# 孔守正
孔守正（939年？—1004年？），北宋开封浚仪人。
孔守正在后晋事奉唐明宗子许王李从益。后汉初，为东西班承旨，事奉魏王刘承训。周世宗征淮南，以材勇选为东班承旨。宋朝建立后，补内殿直，兼领骁雄、吐浑指挥，骁雄副指挥使。开宝年间，跟随宋太祖征太原，在石岭关大败来援契丹辽兵。太平兴国年间，跟随宋太宗征晋阳、范阳，领步卒先登，有功，转任日骑都指挥使，领濡州刺史，改领振州防御使。端拱年间，拜殿前都虞候，领容州观察使。淳化年间，历任并代、夏绥、麟府三镇，与李继迁在大横冈作战，在白池大胜。宋真宗即位，官至彰德军留后，改安化军。咸平年间，西夏兵来犯，改任定州行营副都部署。去世后，赠泰宁军节度使。